# Donna Haraway

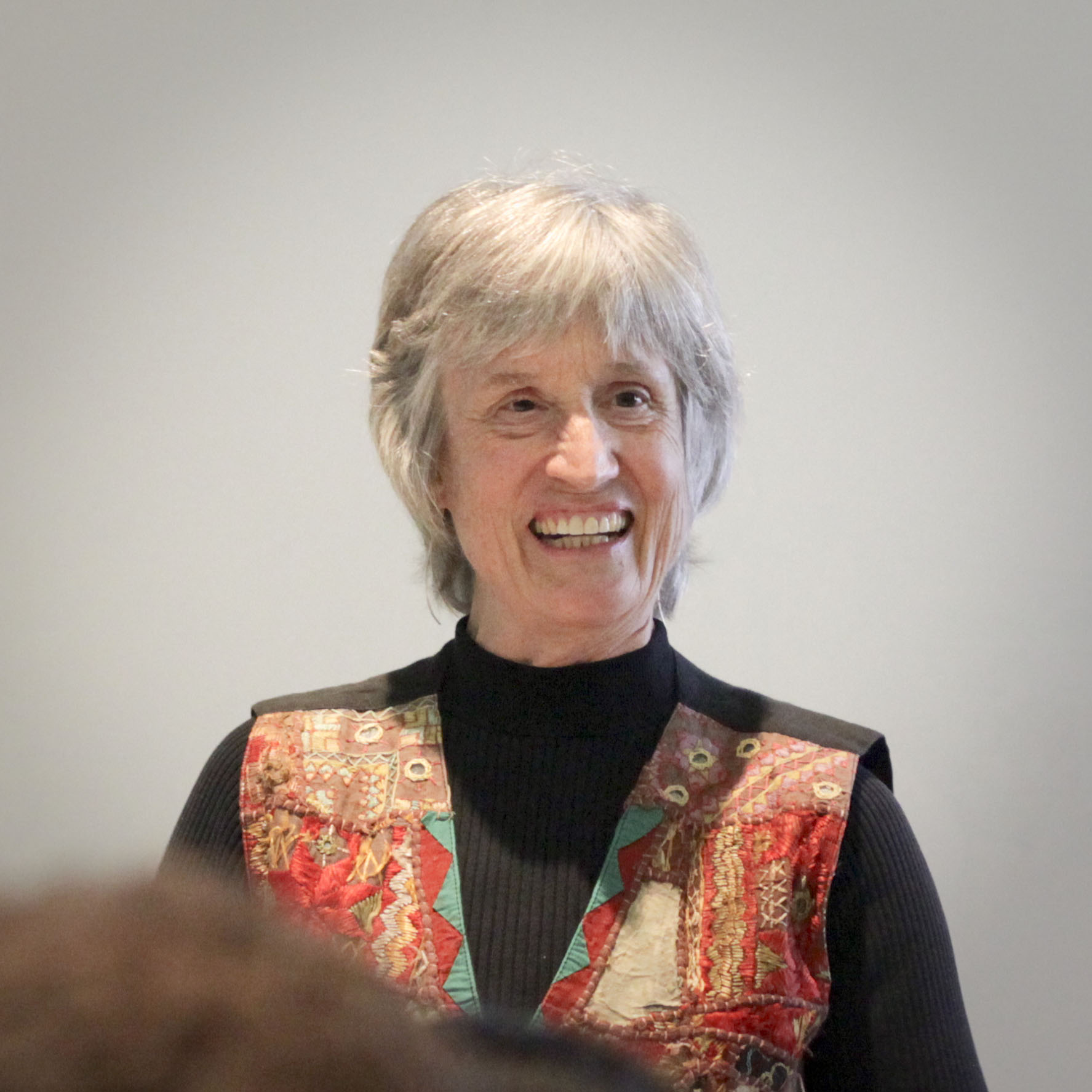
Donna Haraway

Donna Jeanne Haraway (* 6. September 1944 in Denver, Colorado) ist eine emeritierte US-amerikanische Professorin am Department für History of Consciousness und am Department für Feminist Studies an der University of California, Santa Cruz. Die Naturwissenschaftshistorikerin, Autorin und Frauenforscherin wurde seit den frühen 1990er Jahren als Feministin und dem Postmodernismus nahestehend beschrieben („feminist, rather loosely a  postmodernist“).
Sie ist Autorin einer Vielzahl von Büchern und Essays, welche sich mit dem Spannungsfeld aus sozialistischem Feminismus, Wissenschaft, Primaten, Cyborgs und Haustieren beschäftigen, beispielsweise A Cyborg Manifesto: Science, Technology, and Socialist-Feminism in the Late Twentieth Century (1985), Situated Knowledges: The Science Question in Feminism and the Privilege of Partial Perspective (1988), Simians, Cyborgs and Women: The Reinvention of Nature (1991) und The Companion Species Manifesto: Dogs, People and Significant Otherness (2003).

## Leben
Haraway wurde 1944 als Tochter von Dorothy Maguire Haraway und Frank O. Haraway geboren und wuchs in einem katholischen Umfeld auf. Sie studierte Zoologie, Philosophie und Englisch am Colorado College. Mit einem Stipendium der Fulbright Foundation kam sie nach Paris, um evolutionäre Philosophie und Theologie an der Fondation Teilhard de Chardin zu studieren und erlangte 1972 den Doktorgrad (Ph. D.) an der Biologischen Fakultät der Yale University für eine wissenschaftshistorische Dissertation über die Rolle von Metaphern in der Entwicklungsbiologie des zwanzigsten Jahrhunderts, die 1976 mit dem Titel Crystals, Fabrics, and Fields: Metaphors of Organicism in Twentieth-Century Developmental Biology publiziert wurde.
Haraway lehrte an der University of Hawaii und an der Johns Hopkins University und unterrichtete bis zu ihrer Emeritierung als Professorin und ehemalige Dekanin des History of Consciousness-Programms an der University of California, Santa Cruz („Geschichte des Bewusstseins“).
2019 wurde Haraway in die British Academy gewählt. Für 2025 wurde ihr der Erasmuspreis zugesprochen.

## Werk
Mitte der 1970er-Jahre begann sich Haraway mit der Wandlung der Biologie und der Humanwissenschaften seit dem Zweiten Weltkrieg zu beschäftigen. Dabei setzte sie den Fokus auf deren Überschneidungen mit Soziobiologie, Kybernetik, Kommunikationswissenschaft, Verhaltensforschung und Anthropologie. Ihr Interesse stand im Zusammenhang mit Forschungen zu einer Wissens- und Kulturgeschichte der Primatologie, die sie schließlich 1989 unter dem Titel Primate Visions. Gender, Race and Nature in the World of Modern Science veröffentlichte. In diesem Zusammenhang brachte sie Ende der 1970er- und Anfang der 1980er-Jahre mehrere Aufsätze heraus, in denen sie die Auffassung vertrat, die Biologie und „andere organistische Diskurse“ würden im Zuge einer Technisierung des Wissens durch die kybernetische Kommunikationswissenschaft ersetzt werden.
Von diesen Aufsätzen ist das 1985 publizierte Manifest für Cyborgs der bekannteste. Es handelt sich dabei um einen postmodernen sozialistisch-feministischen Essay, der die möglichen Schnittstellen von Mensch und Maschine beleuchtet. Im September 2000 wurde Haraway die höchste Anerkennung der Society for Social Studies of Science (4S), der John Desmond Bernal Prize, für ihr Lebenswerk verliehen.
Donna Haraway ist eine Anwenderin des Poststrukturalismus. Sie diskutiert verschiedene Formen der Macht und Lust, insbesondere in technologisch vermittelten Gesellschaften. Sie konzentriert sich dabei auf die Veränderung von Klasse, Rasse und Gender in unserer Gesellschaft. Ihre antiessentialistische Perspektive prägt auch ihre Wissenschaftskritik, in der sie dichotome Kategorien wie die „Grenzziehungen zwischen Mann/Frau, Mensch/Maschine und Physischem/Metaphysischem aufzuheben und neu zu denken“ versucht. Statt vermeintlich objektiver Standpunkte fordert sie ein Konzept des situierten Wissens, das „Verantwortung für eigene Positionen übernehmen und den göttlichen Trick des vermeintlich herrschaftsfreien, universal gültigen androzentristischen Wissenschaftsprinzips entlarven“ (Laura Dobusch) möchte.
In ihrem Essay Hunde mit Mehrwert und lebendiges Kapital (2007), The Companion Species Manifesto (2003) und When Species Meet (2007) erläutert Haraway, dass Menschen und Tiere sich in ihren Begegnungen gegenseitig beeinflussen. Vor dem Hintergrund der Bedeutung, die diese Begegnungen für die kapitalistische Ökonomie, Familien- und Verwandtschaftskonstruktionen, Krieg und Technowissenschaften und für emanzipatorische Vorstellungen besitzen, stellt sie heraus, dass die Kategorien Natur und Kultur für das Verständnis dieser Begegnungen nicht ausreichen. Die Wiedergänger von Marx, der die Begriffe des Gebrauchs- und Tauschwerts als Bezeichnung für Beziehungen verstand, müssten heute, wenn sie die Marx’sche Terminologie zur Analyse des Biokapitals heranzögen, diese Terminologie um den Begriff des Begegnungswertes erweitern.
Das Zusammenleben unterschiedlicher Spezies, wie Mensch und Tier, fasst sie in dem Begriff companion species. Dabei werden Haustiere nicht allein als Gefährten und Begleiter der Menschen betrachtet, bei denen der Mensch im Mittelpunkt des Handelns steht, sondern Formen von Lebenswelten zwischen Menschen und Tieren, bei denen die Interaktion nicht allein vom Mensch bestimmt wird. Die Beispiele, die Haraway hier analysiert, reichen vom Einsatz von Hunden bei der Folter im Irak-Krieg bis zu Resozialisierungsmaßnahmen in amerikanischen Vollzugsanstalten, bei denen Gefangene und Hunde in ein Straftransformationsverhältnis gesetzt werden. Hier entscheidet die Erziehung der Hunde, die von den menschlichen Häftlingen unter Verschluss gehalten werden, über Freiheit oder Tod der Tiere: „Die Übergänge zwischen Vorbildfunktion und Befehlsgehorsam, zwischen den Rollen von Lehrer und Schüler, körperlicher Gefügigkeit und gegenseitiger seelischer Annäherung sind für Menschen und Hunde gleichermaßen fließend. Im Unternehmenskomplex aus Industrie und Strafvollzug stehen Leben und Tod auf dem Spiel. Diskurse zur Resozialisierung von Strafgefangenen waren selten klarer zu durchschauen.“

## Veröffentlichungen
- Crystals, Fabrics, and Fields: Metaphors of Organicism in Twentieth-Century Developmental Biology. Yale University Press, New Haven 1976.
- The Biological Enterprise: Sex, Mind, and Profit from Human Engineering to Sociobiology. In: Radical History Review. no. 20, spring/summer 1979, S. 206–237.
- Signs of Dominance: From a Physiology to a Cybernetics of Primate Society, C.R. Carpenter, 1930-70. In: Studies in History of Biology. Band 6, 1983, S. 129–219.
- Teddy Bear Patriarchy: Taxidermy in the Garden of Eden, New York City, 1908-36. In: Social Text. no. 11, Winter 1984/1985, S. 19–64.
- Manifesto for Cyborgs: Science, Technology, and Socialist Feminism in the 1980s. In: Socialist Review. Band 80, 1985, S. 65–108.
  - Deutsch: Ein Manifest für Cyborgs. In: Donna Haraway: Die Neuerfindung der Natur. Primaten, Cyborgs und Frauen. Campus-Verlag, Frankfurt am Main 1995, S. 33–72.
- Situated Knowledges: The Science Question in Feminism and the Privilege of Partial Perspectives. In: Feminist Studies. Band 14, 1988, S. 575–599. doi:10.2307/3178066.
- The Biopolitics of Postmodern Bodies: Determinations of Self in Immune System Discourse. In: differences: A Journal of Feminist Cultural Studies. Band 1, no. 1, 1989, S. 3–43.
- Primate Visions. Gender, Race, and Nature in the World of Modern Science. Routledge, New York 1989.
- Simians, Cyborgs, and Women. The Reinvention of Nature. Routledge, New York 1991.
  - Deutsch: Die Neuerfindung der Natur. Primaten, Cyborgs und Frauen. Übersetzt von Carmen Hammer. Campus-Verlag, Frankfurt am Main 1995, ISBN 3-593-35241-9.
- The Promises of Monsters: Reproductive Politics for Inappropriate/d Others. In: Larry Grossberg, Cary Nelson, Paula Treichler (Hrsg.): Cultural Studies. Routledge, New York 1992, S. 295–337.
- Ecce Homo, Ain't (Ar'n't) I a Woman, and Inappropriate/d Others: the Human in a Posthumanist Landscape. In: Joan Scott, Judith Butler (Hrsg.): Feminists Theorize the Political. Routledge, New York 1992, S. 87–101.
- Otherworldly Conversations, Terran Topics, Local Terms. In: Science as Culture. (London). Band 3, no. 1, 1992, S. 59–92.
- A Game of Cat's Cradle: Science Studies, Feminist Theory, Cultural Studies. In: Configurations. Band 2, 1994, S. 59–71. doi:10.1353/con.1994.0009.
- Monströse Versprechen. Die Gender- und Technologie-Essays. Argument-Verlag, Hamburg 1995, ISBN 3-88619-234-2. (erweiterte Neuausgabe 2017, ISBN 978-3-86754-504-4)
- Modest_Witness@Second_Millennium.FemaleMan©_Meets_Oncomouse™. Routledge, New York 1996.
  - Deutsch (Auszug): FEMALEMAN©_MEETS_ONCOMOUSE™. Übersetzt von Jennifer Sofia Theodor. In: Armen Avanessian und Helen Hester (Hrsg.): dea ex machina, Merve Verlag, Berlin 2015, ISBN 978-3-88396-369-3.
- How Like a Leaf. An Interview with Thyrza Nichols Goodeve. Routledge, New York, London 2000, ISBN 978-0-415-92402-3.
- The Companion Species Manifesto. Dogs, People, and Significant Otherness. Prickly Paradigm Press, 2003.
  - Deutsch: Das Manifest für Gefährten: Wenn Spezies sich begegnen – Hunde, Menschen und signifikante Andersartigkeit. Übersetzt von Jennifer Sofia Theodor. Merve Verlag, Berlin 2016, ISBN 978-3-88396-385-3.
- When Species Meet. University of Minnesota Press, Minneapolis 2007, ISBN 978-0-8166-5045-3.
- Staying with the Trouble. Making Kin in the Chthulucene. Duke University Press, Durham 2016, ISBN 978-0-8223-6224-1.
  - Deutsch: Unruhig bleiben. Die Verwandtschaft der Arten im Chthuluzän.[15] Übersetzt von Karin Harrasser. Campus, Frankfurt am Main 2018, ISBN 978-3-593-50828-3.

## Rezeption
- Donna Haraway: Story Telling for Earthly Survival. („Geschichten-Erzählen für irdisches Überleben“), Film von Fabrizio Terranova, 2016[16]

## Auszeichnungen
- 2020: Nuevo León Alfonso Reyes Preis, Mexiko[17]
- 2025: Goldener Ehrenlöwe, Architekturbiennale Venedig[18]
- 2025: Erasmuspreis, Amsterdam[19]

### Zitierte Literatur
- Donna J. Haraway: Simians, Cyborgs, and Women. The Reinvention of Nature. Free Association Books, London 1991, ISBN 1-85343-139-7.